# Amatersko prvenstvo Francije 1934
Amatersko prvenstvo Francije 1934 v tenisu.

## Moški posamično
Gottfried von Cramm :  Jack Crawford 6-4, 7-9, 3-6, 7-5, 6-3

## Ženske posamično
Margaret Scriven :  Helen Jacobs 7-5, 4-6, 6-1

## Moške dvojice
Jean Borotra /  Jacques Brugnon :   Jack Crawford /  Vivian McGrath  11–9, 6–3, 2–6, 4–6, 9–7

## Ženske dvojice
Simone Mathieu  /  Elizabeth Ryan :  Helen Jacobs /  Sarah Palfrey Cooke  3–6, 6–4, 6–2

## Mešane dvojice
Colette Rosambert /  Jean Borotra :  Elizabeth Ryan /  Adrian Quist  6–2, 6–4